# Irina Gumenjuk
Irina Borisovna Gumenjuk (in russo Ирина Борисовна Гуменюк?; Leningrado, 6 gennaio 1988) è una triplista russa.

## Palmarès
| Anno | Manifestazione   | Sede     | Evento       | Risultato | Prestazione | Note                                     |
| ---- | ---------------- | -------- | ------------ | --------- | ----------- | ---------------------------------------- |
| 2007 | Europei juniores | Hengelo  | Salto triplo | 9ª        | 12,86 m     |                                          |
| 2013 | Europei indoor   | Göteborg | Salto triplo | Argento   | 14,30 m     |                                          |
| 2013 | Mondiali         | Mosca    | Salto triplo | 8ª        | 14,15 m     |                                          |
| 2014 | Europei          | Zurigo   | Salto triplo | Bronzo    | 14,46 m     | Miglior prestazione personale stagionale |